# 石屏話
石屏話（本地發音：[ʂʅ41 pʰĩ33 xɒ21]）是指居住在雲南省紅河哈尼族彝族自治州石屏縣及周邊地區内本地人所使用的方言，歸屬於西南官話雲南片滇南小片。與周邊地區方言相比，有相當多的特色。并且由於其完整保留撮口呼韻母的特點有別於絕大多數滇中小片及滇南小片方言，呈現出語言島的特徵，被一些語言學家所注目。

## 音韻

### 聲母
以石屏縣異龍鎮方言為例，石屏話共有26个聲母。石屏方言聲母如下表所示：
|        |        | 雙唇               | 唇齒               | 齒齦                 | 捲舌                   | 齦腭                 | 硬腭                     | 軟顎                 |
| ------ | ------ | ------------------ | ------------------ | -------------------- | ---------------------- | -------------------- | ------------------------ | -------------------- |
| 塞音   | 不送氣 | p 拜氷筆布         |                    | t 讀多地對           |                        |                      |                          | k 改根谷瓜括街虹     |
| 塞音   | 送氣   | pʰ 配漂偏趴        |                    | tʰ 塔桃甜推          |                        |                      |                          | kʰ 靠扛苦虧劊溉概    |
| 塞擦音 | 不送氣 |                    |                    | ts 子在柱近          | tʂ 直追遵專撞          | tɕ 基家居卷          |                          |                      |
| 塞擦音 | 送氣   |                    |                    | tsʰ 次刺車蟲秋造     | tʂʰ 齒春揣捶船脆床     | tɕʰ 全雀區圈起氣詳祥 |                          |                      |
| 鼻音   | 鼻音   | m 母民麵門         |                    | n 南年能吺略         |                        |                      |                          | ɣ 我愛岸完衛歪       |
| 擦音   | 清     |                    | f 法方伐分         | s 灑桑四新糙         | ʂ 石帥順純醇雙孫算栓隨 | ɕ 寫西習峽須秀       |                          | x 紅湖後橫鞋蟆嚇莧蟹 |
| 擦音   | 濁     |                    | v 無網問襪萬晚     | z 熱讓絨肉銀音營獄如 | ʐ 日蕊軟雲             |                      |                          |                      |
| 近音   | 近音   |                    |                    |                      |                        |                      | j 衣煙藥鴨央勇歐嘔腰又有 |                      |
| 邊近音 | 邊近音 |                    |                    | l 路輪流淚           |                        |                      |                          |                      |
| 零聲母 | 零聲母 | 0 而兒二耳越圓願雨 | 0 而兒二耳越圓願雨 | 0 而兒二耳越圓願雨   | 0 而兒二耳越圓願雨     | 0 而兒二耳越圓願雨   | 0 而兒二耳越圓願雨       | 0 而兒二耳越圓願雨   |

註：ɣ僅存在於部分人口音中，是一個比較輕微的濁擦

### 韻母
石屏話共有29個韻母（不含兒化韻）
| 開口呼                                                      | 齊齒呼                                                                                  | 合口呼                                                           | 撮口呼                                |
| ----------------------------------------------------------- | --------------------------------------------------------------------------------------- | ---------------------------------------------------------------- | ------------------------------------- |
| ʅ 直吃十時是日 蔗這（白讀） ɿ字瓷司師 ɚ 耳二餌兒            | i 米皮比別第妳力辟爺樹縮哭如古足骨胡柔獄乳肉（捉，律，縮）屑幽憂悠獄蛆 （修丟秋羞鰍優） | u 福不撲慕慕佛拂扶母副鵝闊過殼果角何河火（鐲）各棵（捉，縮）老派 | y須雨缺月女菊渠徐局雪穴血域欲越育浴蛆 |
| ɒ 發辣夸娃獲塘嚇（下）白讀                                  | iɒ 加掐霞芽                                                                             |                                                                  |                                       |
| a賣臺曬愛                                                   | iɛ 流牛丟九狗口喉沟後油游友右秀丘歐嘔 （優修羞秋丟鰍）                                  | uɛ 腿累吹貴堆會對鋁國惑或獲藿呂                                  |                                       |
| ai 墨盃飛白舍熱特責客（他她它）收呪臭豆周吺樓               |                                                                                         | ua 乖筷壞甩劊                                                    |                                       |
| ei 肚圖都土滷努綠六怒                                       |                                                                                         |                                                                  |                                       |
| au 跑腦好燒敲                                               | iau 飆料膠腰                                                                            |                                                                  |                                       |
| əu 落左摸說末磨浮否某勺芍帽烙鑿錯波多拖躲羅薄坡婆破簸鎖坐弱 | iəu 虐確學閱削悄絕穴（躍）（要）                                                        |                                                                  |                                       |
|                                                             | ian 辯練先研                                                                            | uan 短玩寬段                                                     | yan 捐全選願                          |
| ẽ 粉蹬真更燉                                                | ĩ 賓星營尹穎音                                                                          | uən寸荀棍勻雲羣軍（橫繩嫩）運                                    |                                       |
| aŋ 案潘南長莧萬晚項巷豇                                     | iaŋ 梁漿牆樣                                                                            | uaŋ 窗光黃王                                                     |                                       |
| oŋ 瓮風動松                                                 | ioŋ 炯窮凶勇榮永                                                                        | v̩ 烏無霧舞                                                       |                                       |

註：
1. iɛ的韻頭有時候不明顯，特別是零聲母音節時， iɛ的實際音值接近ɛ，例如： 歐ɛ55，偶ɛ33
2. iəu有時候音值接近io，例如：約io41， 腳tɕio41，要iəu21為老派時態助詞
3. u有時候音值接近O，例如：穆Mo41，  聒Ko41
4. Ĩ中的i舌位略低，接近央元音ɨ
5. 見系假攝合口二等字韻母ɒ前有半元音w，實際音值為wɒ。例如： 劃xwɒ41，娃wɒ41
6. i與ts相拼時，有時候音值接近U。例如：捉tsu41，鼠tsʰu33
7. a ai au iau ua ian uan yan aŋ iaŋ uaŋ中的音位/a/有條件變體[ɛ]、[ä]、[ɑ]，韻母ian uan yan中出現的是[ɛ]; [ai]中出現的是[ä]; a au iau ua iaŋ uaŋ中出現的是[ɑ];[aŋ]中出現的是[ɒ]。[ɛ]、[ä]、[ɑ]等音素同屬於音位/a/，用 a 代表。

### 聲調
陰平、陽平、上聲、去聲、調值依次為55 41 33/22 21，入聲整體派入陽平。
註：
1. 上聲33實際調值比較低，接近22
2. 去聲21有時尾音音值延長，實際調值為211。有時候尾音上揚，調值為212

### 聲母韻母配合關係
P，pʰ，m後可接開口，合口（僅u），齊齒呼韻母，f後可接開口呼，合口呼（僅u）韻母，V後除烏務之類外僅可接開口呼。T，tʰ，l後可接開口，齊齒，合口三呼，而n後開口，合口，齊齒，撮口四呼皆可接。Ts，tsʰ，s，z後可接開口，齊齒呼。捲舌聲母後僅可接開口，合口兩呼。tɕʰ，ɕ，tɕ後可接齊齒，撮口兩呼。K，kʰ，x後僅可接開口，合口，齊齒三呼。零聲母後四呼俱全（齊齒呼聲母實際音值為j，部分口音中開口，合口兩呼前聲母實際音值為ɣ）

## 對比
在學者楊時逢1969年出版的《雲南方言調查報告》中，亦有20世紀40年代對石屏縣漢語方言調查的音系紀錄，其音系如下。

### 聲母
|        |        | 雙唇             | 唇齒             | 齒後             | 齒齦             | 捲舌             | 硬顎             | 軟顎             |
| ------ | ------ | ---------------- | ---------------- | ---------------- | ---------------- | ---------------- | ---------------- | ---------------- |
| 塞音   | 不送氣 | p 拜氷筆布       |                  |                  | t 讀多地對       |                  |                  | k 皆果干公       |
| 塞音   | 送氣   | pʰ 配漂偏趴      |                  |                  | tʰ 塔桃甜推      |                  |                  | kʰ 快刻寬肯      |
| 塞擦音 | 不送氣 |                  |                  | ts 子在柱近雞幾  |                  | tʂ 直知隻執      | tɕ 決救見君      |                  |
| 塞擦音 | 送氣   |                  |                  | tsʰ 次起頃蟲氣清 |                  | tʂʰ 痴齒翅赤     | tɕʰ 區雀犬詳     |                  |
| 鼻音   | 鼻音   | m 母民麵蒙       |                  |                  | n 南牛吺嚢       |                  |                  |                  |
| 擦音   | 清     |                  | f 法方佛伐芬     | s 杏謝事西旭     |                  | ʂ 石世施時       | ɕ 學小順須孫     | x 紅湖後渾       |
| 擦音   | 濁     |                  | v 無聞問襪萬晚   | z 若蕊然音應衣   |                  | ʐ 日             |                  |                  |
| 近音   | 近音   |                  |                  |                  | l 路輪流淚       |                  |                  |                  |
| 零聲母 | 零聲母 | 0 蛙完汪永腰鴨有 | 0 蛙完汪永腰鴨有 | 0 蛙完汪永腰鴨有 | 0 蛙完汪永腰鴨有 | 0 蛙完汪永腰鴨有 | 0 蛙完汪永腰鴨有 | 0 蛙完汪永腰鴨有 |

### 韻母（不含兒化韻）
| 開口呼                                      | 齊齒呼                   | 合口呼                                                                    | 撮口呼                           |
| ------------------------------------------- | ------------------------ | ------------------------------------------------------------------------- | -------------------------------- |
| ʅ 直吃十時日蔗 ɿ字瓷司師 m̩木母 l̩ 耳二餌兒   | i 比別齊邪姐隸給（律）去 | u 布不扶服骨哭佛婦普胡姑iu 如都（縮）祖戌驢鹿旭奴肚殊出樹鬱獄域育欲疫局六 | yi橘雨屈月雪薛協穴血許絕決越閱   |
| ɑ 大馬爬插嚇（下）白讀                      | iɑ 加掐霞芽              | uɑ瓜話掛刷                                                                |                                  |
| e悲飛車白得革                               |                          | ue 腿累吹貴囘輟國呂鋁                                                     |                                  |
| ə賣臺曬愛                                   |                          | ua乖筷壞甩劊                                                              |                                  |
| əɯ謀否浮某吺周柔歐                          | iəɯ牛糾丟九舊求友        |                                                                           |                                  |
| ao 跑腦好燒敲                               | iao 飆料膠腰             |                                                                           |                                  |
| ou 作剖鎖薄（捉）霍哥波多拖羅坐說弱角殼闊各 | iou 約學削怯（雀鵲）     |                                                                           |                                  |
| ã 班幹砍三晚萬莧                            | iẽ 辯練先研              | uã短玩寬段                                                                | yẽ捐全選願                       |
| eĩ 粉蹬真更燉                               | iŋ 賓星營音              | uĩ寸棍昏溫橫嫩                                                            | yiŋ 君順孫存窘閏允筍純唇繩春椿遵 |
| aŋ 長尚抗港網望項巷豇                       | iaŋ 梁漿牆樣             | uaŋ 窗光黃王                                                              |                                  |
| oŋ 瓮風動松                                 | ioŋ 炯窮凶勇榮永         | Vu烏無舞務                                                                |                                  |

### 聲調
陰平、陽平、上聲、去聲、調值依次為55 41/42 33/22 13，入聲整體派入陽平。

### 小結
兩次調查的聲調記載中，除去聲調值外，記載基本一致。
聲母方面，第一次記載中，以母字在iu，i，iŋ發生濁擦變聲母變為z，如音Ziŋ，獄ziu，衣zi 。而在第二次調查中，i韻前再記錄為濁擦聲母z，而記為硬顎近音j。如衣ji。但大部分以母入聲字在第二次中普化，偏離了原遷移路線。如：鬱，欲，域，獄，育40年代調查中記為ziu，2016年全部記為y21（去聲）。老派育字記為jiəu41。獄字保留讀作zi41（陽平）。疫，役第一次調查中讀作zi41，第二次記作ji21。粵，閱，月等字也聲調同化為上聲作y33。第一次調查中捲舌聲母僅出現在ʅ韻母前，而第二次調查中無論陰聲韻，陽聲韻，促聲韻，均出現了捲舌聲母。但是老派僅限ʅ，uən，uɛ，ua，uan，uaŋ六個音節前可接捲舌音聲母。新派還可接ɒ韻，如：刷ʂɒ。除ʅ，uən兩個音節外，其他捲舌聲母後接的合口呼音節及新派開口呼韻母ɒ音節，與建水話中的五個撮口韻有對應關係。第一次中清塞擦音，擦音聲母後可接接i，iŋ，iu三韻，如起tsʰi，速siu，新siŋ。第二次調查中由於擦音，塞擦音聲母後iu韻整體同i合併，統一將原iu韻前清塞擦音，清擦音聲母仍記為清塞擦音，清塞音。。如蘇si， 肉zi， 粗tsʰi。原i韻前清塞擦音，清擦音聲母聲母記為硬顎音聲母。如習ɕi，起tɕʰi，雞tɕi。濁擦音z記載方式不變，ĩ韻前仍記錄為非硬顎聲母。如音zĩ 印zĩ 茵zĩ  其餘聲母變化不大，如新，清，精仍作ɕĩ， tɕʰĩ ， tɕĩ。但流攝三等字部分老派舌尖音也並未記錄為硬顎聲母，如：，修siɛ⁵⁵，羞siɛ⁵⁵，休siɛ⁵⁵。
韻母方面，第一次記載中的除唇音聲母P pʰ，m，f外，流攝一二等聲韻母，整體高化到ai韻，三四等韻母整體高化到iɛ韻母。非塞擦音，擦音聲母後iu韻整體高化到ei韻。部分山，臻攝三等合口入聲字如穴，閱，絕字併入iəu韻。蟹攝二等開口字主元音低化到a。 x， kʰ，K，零聲母後ou韻高化到u韻，e韻整體低化到ai韻、x，K， kʰ聲母後u韻高化到i韻，第一次調查中唇音P pʰ，m，f後接的əɯ，əu兩韻也互為互補關係。M、f後衹接əɯ韻，如謀，某，否，浮。P pʰ後衹接əu韻，如波，坡，剖。第二次調查中此四個聲母後兩韻合併，否，謀，波，坡韻母均記為əu，鹹山攝後鼻韻化，由ã變為ɑŋ。如班pã-pɑŋ，敢kã-kɑŋ，三sã-sɑŋ。而在第一次調查中，yiŋ韻同uĨ韻在聲母韻母搭配上亦為互補關係。uĩ韻前衹接舌根音x， kʰ，K及塞音聲母t，tʰ和齒齦音聲母n，l。如頓tuĨ，倫luĩ，橫xuĩ。yiŋ韻後則衹接tɕʰ，ɕ，tɕ三個硬顎音聲母及零聲母。如荀ɕyiŋ，存tɕʰyiŋ，孕yiŋ。第二次調查中則一律讀作uən韻併發生捲舌化。如：雲ʐuən，尋ʂuən，羣tʂʰuən，頓tuən，倫luən，橫xuən。雖然流攝三等字及流攝開口一等字普遍讀作在16年調查中普遍讀作iɛ韻母，但也有部分字老派進一步高化並混入i韻，有：幽憂優悠獄，修羞丟鰍等幾字，分別讀作zi、si、ti、tsʰi。同時也有個別撮口字混入齊齒，如蛆=初=tsʰi。16年調查中，獲，盒，括，殼，個，老派讀作xɒ/xuɛ，xɒ，Kʰɒ/Kʰuɛ，kʰɒ，kɒ，新派為xu，xu，kʰu，kʰu，Ku。角老派為Kɒ，新派為tɕiəu。略新派為liəu，老派為liɒ。抓，爪，刷，耍老派為tɕiɒ，tɕiɒ，ɕiɒ，ɕiɒ，新派為tʂɒ，tʂɒ，ʂɒ，ʂɒ。秩字老派讀作tsʰʅ41，新派讀作tsʰi21。秋字老派作tsʰi/tsʰiɛ。新派作tɕʰiɛ。虹字老派作Kaŋ，新派作xoŋ。臻深攝陽聲韻合口字保留較好，如:嫩讀作nuən。輪讀作luən。但也是個別開口字混入合口，如：繩ʂuən。或合口字讀作開口呼，如燉tẽ。16年調查中，老派少量宕江攝開口陽聲字脫鼻，如：塘tɒ 巷xɒ（白讀）。同時老派少量宕江攝三等入聲舌位比較原始，未發生相應裂化。如：雀，鵲均作tɕʰiɒ。同樣部分通三入聲字如：捉，縮老派仍讀作Tsu而非tsi ，也保留了較早期的舌位。個別宕江攝三等入聲字讀法特殊，如：躍iau21（去聲）。個別入聲字在16年論文中，記載有兩套讀音。如特，六，捋，記有tʰai，lei，lei（單字讀音）及tʰei，lu/li，lu/li（同音字表中理論上不存在lu這個音節）兩種讀音。此外，老派亦有少量文白異讀，如：院uan²¹—yan²¹ 蛆tsʻi⁵⁵—tsʻuai⁵⁵ 巷 xaŋ²¹—xɒ²¹ 秋tsʻi⁵⁵—tsʻiɛ⁵⁵ 肩tʂuən⁵⁵—tɕian⁵⁵ 镯tʂu⁴¹—tɕiəu⁴¹ 去Kʰai²¹-tɕʰy²¹ 敲Kʰau⁵⁵-tɕʰiau⁵⁵。

### 語流音變

#### 一、連續變調
連續變調是兩個或兩個以上的音節放在一起連讀時，音節發生音變的現象
（一）“兒化”的變調 
石屏方言中帶“兒”音的詞很多，其中小部分音節兒化後會發生音變，讀為陰平調[55]。例如： 
平房兒 pʻĩ⁴¹fɚ⁵⁵│黃牛兒 xuaŋ⁴¹niɚ⁵⁵│毛驢兒 mau⁵⁵liɚ⁵⁵ 
吐沫兒 tʻei²¹mɚ⁵⁵│楊梅兒 iaŋ⁴¹mɚ⁵⁵│錐栗兒樹 tʂuɛ⁵⁵liɚ⁵⁵si²¹
單音節兒化詞重疊後，後一音節仍讀陰平調。例如：
蛐兒蛐兒 tɕʻiɚ⁴¹tɕʻiɚ⁵⁵│罐兒罐兒 kuɚ²¹kuɚ⁵⁵│碟兒碟兒 tiɚ⁴¹tiɚ⁵⁵
但大部分兒化音節不發生音變，仍讀原調。例如：
團兒 tʻuɚ⁴¹│寨兒 tsɚ²¹│煙葉兒 ian⁵⁵iɚ⁴¹
毛病兒 mau⁴¹piɚ²¹│眼皮兒 ian³³pʻiɚ⁴¹│五瓣兒草 v̩³³pɚ²¹tsʻau³³
（二）“頭”的音變 
“頭”作名詞用或單獨念時讀陽平[tʻai⁴¹]；在做名詞後綴時會發生音變，讀陰平調[55]。後綴“頭”兒化後同樣讀陰平調。例如： 
石頭 ʂʅ⁴¹tʻai⁵⁵│木頭 mu⁴¹tʻai⁵⁵│鋤頭 tsʻi⁴¹tʻai⁵⁵
骨頭 ki⁴¹tʻai⁵⁵│指頭兒 tʂʅ⁴¹tʻai⁵⁵│鐲頭兒 tʂu⁴¹tʻɚ⁵⁵
有些詞語的後綴“頭”不變調，仍讀陽平調[41]。例如：
磕膝頭 kʻai⁴¹ɕi⁵⁵tʻai⁴¹│枕頭 ts̃³³tʻai⁴¹│紮頭 tsɒ⁴¹tʻai⁴¹
蔥頭兒 tsʻoŋ⁵⁵tʻɚ⁴¹│煙頭兒 ian⁵⁵tʻɚ⁴¹│松毛頭兒菌 soŋ⁵⁵mau⁵⁵tʻɚ⁴¹tʂuən²¹
（三）“子”的音變
“子”在作一部分名詞的後綴時會發生音變，讀陰平調[55]。例如：
馬子 mɒ³³tsɿ⁵⁵│紐子 niɛ³³tsɿ⁵⁵│餃子 tɕiau³³tsɿ⁵⁵
夥子 xu³³tsɿ⁵⁵│膽子 taŋ³³tsɿ⁵⁵│手膀子 sai³³paŋ³³tsɿ⁵⁵
同時，有相當一部分不發生音變，讀如上聲調[33]。例如：
蝦子 ɕiɒ⁵⁵tsɿ³³│鞋子 xa⁴¹tsɿ³³│房子 faŋ⁴¹tsɿ³³
腰子豆 iau⁵⁵tsɿ³³tai²¹│洋茄子 iaŋ⁴¹tɕʻi⁴¹tsɿ³³│桐油子 tʻoŋ⁴¹iɛ⁴¹tsɿ³³
（四）“首”的音變
“首”作方位名詞的詞綴時會發生音變，讀陰平調[55]。後綴“首”兒化後仍讀陰平[55]。例如：
家裏首 tɕiɒ⁵⁵i³³siɛ⁵⁵│門外首 mẽ⁴¹ua²¹siɛ⁵⁵│房子後首 faŋ⁴¹tsɿ³³xiɛ²¹siɛ⁵⁵ 裏首兒 i³³sɚ⁵⁵│外首兒 ua²¹sɚ⁵⁵│後首兒 xiɛ²¹sɚ⁵⁵
（五）“毛”的音變 
“毛”位於名詞的最後一個音節時會發聲音變，讀作陰平調[55]。例如：
松毛 soŋ⁵⁵mau⁵⁵│眉毛 mai⁴¹mau⁵⁵│鼻毛 pi⁴¹mau⁵⁵│胎毛 tʻa⁵⁵mau⁵⁵  眼眨毛 ian³³tsɒ⁴¹mau⁵⁵│細毛雨 ɕi²¹mau⁵⁵y³³
（六）雙音節或多音節名詞的音變
1.雙音節名詞的後一音節變讀為陰平調[55]。例如：
糯谷 nəu²¹ki⁵⁵│漏鬥 lai²¹tai⁵⁵│山藥 saŋ⁵⁵iəu⁵⁵  茶壺 tsʻɒ⁴¹xi⁵⁵│螳螂 tʻaŋ⁴¹laŋ⁵⁵│毛蟲 mau⁴¹tsʻoŋ⁵⁵  在由名詞構成的短語中，其中的雙音節名詞也會發生音變，後一音節變讀為 陰平調[55]。例如：  城隍廟 tsʻẽ⁴¹xuaŋ⁵⁵miau²¹│老丈人 lau³³tsaŋ²¹zẽ⁵⁵│白鰷魚 pai⁴¹tʻiau⁵⁵y⁴¹  皮條繩子 pʻi⁴¹tʻiau⁵⁵ʂuən⁴¹tsɿ³³│孫男孫女 ʂuən⁵⁵naŋ⁵⁵ʂuən⁵⁵ny³³
2.一些單音節名詞重疊後，後一個音節變為陰平調[55]。例如：
盒盒 xu⁴¹xu⁵⁵│籮籮 lu⁴¹lu⁵⁵│瓶瓶 pʻĩ⁴¹pʻĩ⁵⁵ 
姐姐 tɕi³³tɕi⁵⁵│面面 mian²¹mian⁵⁵│巷巷 xɒ²¹xɒ⁵⁵ 
毛毛雨 mau⁴¹mau⁵⁵y³³│盤盤帽 pʻaŋ⁴¹pʻaŋ⁵⁵mau²¹ 
面面辣 mian²¹mian⁵⁵lɒ⁴¹│花生皮皮 xɒ⁵⁵s̃⁵⁵pʻi⁴¹pʻi⁵⁵ 
但有一些上聲單音節名詞重疊後不發生音變，仍讀上聲調[33]。例如：
坎坎 kʻaŋ³³kʻaŋ³³│鏟鏟 tsʻaŋ³³tsʻaŋ³³│寶寶 pau³³pau³³ 
塊塊錢兒 kʻua³³kʻua³³tɕʻiɚ⁴¹
（七）重疊式動詞的音變 
單音節動詞重疊後，後一音節變讀為陰平調[55]，表示動作的短暫性。例如：
瞧瞧 tɕʻiau⁴¹tɕʻiau⁵⁵│試試 ʂʅ²¹ʂʅ⁵⁵│望望 vaŋ²¹vaŋ⁵⁵ 
幹幹瞧 kaŋ²¹kaŋ⁵⁵tɕʻiau⁴¹

#### 二、脫落
脫落指語流中某些原有的音消失了。石屏方言的音節除了發生脫落，還伴有同化、增音等。 
1.小[ɕi ³³] 
“小”本字讀作[ɕiau³³]，在語流中其韻母發生脫落，讀作[ɕi³³]。例如：小娃[ɕi³³ɒ⁵⁵]。
2. 家[tɕi⁵⁵] 
“家”本字讀作[tɕiɒ⁵⁵]，韻母部分發生脫落，讀作[tɕi⁵⁵]。 
3.照樣[tsau²¹i²¹]    
“照樣”本應讀作[tsau²¹iaŋ²¹]，樣[iaŋ²¹]在語流中讀音變弱，韻母發生脫落，
讀作[i²¹]。 
4.趕緊[ kai³³tɕi³³] 
“趕緊”本應讀作[kaŋ³³tsĩ³³]，由於語速較快，鼻音脫落，“趕緊”分別變讀為[ka³³]和[tsi³³]。“緊”[tsi³³]受舌面前元音[i]的影響，聲音發音部位靠前，讀作[tɕi³³]，這是同化的影響。“趕”[ka³³]受“緊”[tɕi³³]的舌面中音 tɕ 的影響，產生了一個不太明顯的[i]韻尾，讀作[kai³³]，使前後音節發音更加流暢，這種現象屬於增音。 

#### 三、合音
合音一般是兩個音節合成壹個音節的音變現象。石屏方言中有一些合音，同時伴有脫落的現象。 
1.不有[ piɛ³³] 
否定詞不有本應讀作[pu⁴¹iɛ³³]，[pu⁴¹]的韻母和聲調發生脫落，聲母[p]與零聲母音節[iɛ³³]合成新音節[ piɛ³³]。 
2.哪樣[niaŋ²¹] 
疑問代詞哪樣是“什麽”的意思，本應讀作[nɒ³³iaŋ²¹]，[nɒ³³]的韻母和聲調發生脫落，聲母[n]與零聲母音節[iaŋ²¹]合成新音節[niaŋ²¹]。 
3.多咱[təu⁵⁵tsaŋ³³]│這咱[tʂʅ⁵⁵tsaŋ³³]│那咱[a²¹tsaŋ³³] 
時間詞多咱相當於“多早晚”，是“多長時間”或“多久”的意思，本應讀[təu⁵⁵tsau³³vaŋ³³]，“早”和“晚”[tsau³³vaŋ³³]發生了合音，[tsau³³]的韻母和聲調脫落，[vaŋ³³]的聲母脫落，二者合成新音節[tsaŋ³³]。“這一咱”相當於“這早晚”，是“這段時間”或“這時候”的意思，“早晚”發生合音後，讀作[tʂʅ⁵⁵tsaŋ³³]。“那二咱”相當於“那早晚”，是“那段時間”或“那時候”的意思，讀作[a²¹tsaŋ³³]。 
4.不消[pu⁴¹ɕiau⁵⁵] 
否定詞不消 是 “ 不需要 ” 的意思 ， 本應讀作 [pu⁴¹ɕy⁵⁵iau²¹]，“ 需 ” 和“要”[ɕy⁵⁵iau²¹]發生合音，[ɕy⁵⁵]的韻母脫落，聲母[ɕ]與零聲母音節[iau²¹]合成新音節[ɕiau²¹]，聲調也發生音變，讀為[ɕiau⁵⁵]。 
5.那攢[naŋ³³] 
那攢的意思是“ 挪動、轉移 ” 。“那”又作“挪”。“那攢”本應讀作[nəu⁴¹tsaŋ³³]，“那”和“攢“發生合音，“那”[nəu⁴¹]的韻母和聲調脫落，“攢”[tsaŋ³³]的聲母脫落，二者合成音節[naŋ³³]。 
6.去哪裏去[ kʻaŋ⁴¹ kʻai²¹] 
“去哪裏去”本應讀作[kʻai²¹nɒ³³ni⁵⁵kʻai²¹]，“去”和“哪裏”[kʻai²¹nɒ³³ni⁵⁵]發生了合音。首先，“哪裏”[nɒ³³ni⁵⁵]發生合音，“裏”[ni⁵⁵]的韻母脫落，合成音節[nan]；同時聲調發生變化，加之石屏方言的後鼻音明顯，就合成音節[naŋ⁴¹]。其次，“去”與“哪裏”[kʻai²¹  naŋ⁴¹]發生合音，去[kʻai²¹]的韻母脫落，[naŋ⁴¹]的聲母發生了脫落，最終合成音節[kʻaŋ⁴¹]，其聲調也可讀作去聲，即[kʻaŋ²¹]。 
7.砂[sɒ³³] 
“砂”為應答語，為表肯定的“是”與語氣詞“啦”發生合音，“是”[ʂʅ²¹]韻母、聲調脫落，“啦”[lɒ³³]聲母脫落，合成音節[ʂɒ³³]。石屏方言的莊組假攝字聲母讀[ts]組，實際讀音無[ʂɒ³³]，因此讀作[sɒ³³]

### 與其他西南官話對比
如果將石屏話陰聲韻，陽聲韻元音同川黔片代表方言之一的貴陽話新派（通行於二十世紀七十，八十年代）進行比較，可以發現石屏話進行了以下語音創新。
70派貴陽話的a，不論舒入，在石屏話40派中一律讀作ɑ 16版中讀作ɒ，產生了a-ɑ-ɒ的高化鏈
而40派石屏話的iu，u韻母，為互補關係。u韻母前衹接唇音p m f v pʰ和舌根音聲母Kʰ K X三個聲母。iu前衹接塞音，塞擦音，擦音和齒齦音聲母n，l，t，tʰ，ts tsʰ s z。對應70派貴陽話中的通攝入聲（除菊局等在尖團合併前已經顎化的通攝三等入聲字，旭字為例外），臻入物，術韻。遇攝一等開口，遇攝知系三等字（如初朱）。然後在16版石屏話中，（1）舌根音聲母Kʰ K X對應的u韻字如湖，骨，哭高化到i，其餘不變。（2）而塞音，齒齦音聲母n，l，t，tʰ對應的iu韻字如都，讀，突，綠，努整體高化到ei。（3）而塞擦音，擦音ts tsʰ s z後接的iu韻字如疫，速，出，豬，捉，縮則進一步高化到i。相對70派貴陽話，（1）僅產生了u- i的高化鏈。（2）產生了u-iu-iɛɯ-ɛɯ-（ɛ）-ei的元音遷移鏈。（3）則產生了u-iu-i，iu- i兩條高化鏈
40派石屏話的yi韻母，分別對應70派貴陽話中的遇攝三等非知系字，見系通攝入聲字，山入三等合口以及臻入月韻字，及戈韻三等合口字如靴，瘸等字。（但也混入少量鹹入四等字如脅協）。在16派石屏話中，除少量入聲字如（閱絕穴）混入宕入三等，江入iəu外，其餘維持不變。入聲部分產生了ye-y以及iu-y的單化鏈
40派石屏話中的ou iou韻，對應70派貴陽話中的的果攝，宕江攝和大部分的末韻入聲字。在16版石屏話中，除舌根音K Kʰ X及零聲母/濁音聲母ɣ字如我，火，角，闊，殼等字高化到u外，其餘舌位不變，產生了o-ou及o-ou-u兩條元音遷移鏈
40派石屏話中的ɑ iɑ韻，對應70派貴陽話中的a，ia韻。16版石屏話中此兩韻進一步高化到ɒ iɒ，產生了a-ɑ-ɒ的高化鏈
40派石屏話中的ə，ua兩韻，分別對應70派貴陽話中的ai，uai兩韻。16版石屏話中ə韻進一步低化到a，產生了ai-æ-ə- a及uai-uæ-ua兩條單化鏈
40派石屏話中的e，ue韻，分別對應70派貴陽話中的e、ei，   ue、uei。其中e韻在16派中如飛，盃，白等字進一步低化到ai，產生了e- ai及ei-e兩條元音遷移鏈（但是部分末韻，德韻字及薛韻字如國，括，輟，拙，獲，或，綴等字在40派調查中讀作ue，在第二次調查中新派大都已低化到u，老派則大多數保留ɒ/uɛ兩讀。）
40派石屏話中的əɯ iəɯ兩韻，對應70派貴陽話中的流攝一等əu，三等iəu。16派石屏話中，除舌根音K Kʰ X及零聲母/濁音聲母ɣ後接的字如後，歐，狗，扣，嘔等原一等əɯ韻字增生i介音與iəɯ韻一並高化到iɛ外，其餘聲母對應的əɯ韻字如樓，收，抽高化到ai韻。而三等iəɯ韻字如流，牛，秀則高化到iɛ韻。產生了əu-əɯ- ɘ-æ-ai，   iəu-iəɯ-iə-iɛ兩條高化鏈
（註：貴陽話的假攝麻韻三等非知系字如邪，爺，夜，斜在石屏話中整體高化到i）

## 語法

### 句類

#### 一、陳述句
陳述句主要用於陳述事情，語調較為平緩。如前所述，石屏話表示陳述語氣的助詞十分豐富，例如：“啦”[lɒ³³]/[lɒ⁵⁵]，“呢”[nə⁵⁵]/[ni⁵⁵]，“嘛”[mɒ²¹]，“墨”[mai²¹]，“吶”[niaŋ³³]/[naŋ³³]，“是”[ʂʅ²¹]，“很”[xẽ³³]，“海”[xa⁴¹]。 
陳述句可分為肯定式和否定式。石屏陳述句的否定式一般使用否定副詞“不”[pu⁴¹]，“不有”[piɛ³³]，“不有得”[piɛ³³tai⁴¹]。例如： 
明日要下雨。明天要下雨。 
明日不會下雨了。 明天不會下雨了。 
這日街上不有賣的菌子。 今天街上沒有賣菌子。 
抽屜首不有得膠水吶。 抽屜裏沒有膠水呀。 

#### 二、祈使句
祈使句是說話人請求、要求、希望受話人做某事或不做某事的句子。祈使句句尾一般用降調。語氣較為強烈時，句末要用感嘆號。從句法結構看，祈使句由主語和謂語構成。石屏話的祈使句的主語為第一人稱代詞的復數形式“打夥”或第二人稱代詞“妳”、“妳們”。主語在大多數情況下不出現。謂語主要由表示動作行為的動詞構成，也包括少數形容詞，如“小心”、“快點兒”等。祈使句的類型可以從兩個方面來看： 
（一）祈使句的肯定形式和否定形式 
1.肯定形式 
挨那根兒窗子打開它。  請把窗子打開。 
坐好。 坐好。 
2.否定形式 
石屏話祈使句的否定形式是使用否定副詞“罷”、“不”，例如： 
妳罷亂拿人家呢東西！     妳不要亂碰別人的東西！ 
不能摸，著它戳妳。     不能摸，（不然會）被它（刺）戳到妳（的手）。 
（二）祈使句的意義分類 
1.表示命令、禁止 
這類祈使句要求受話人必須服從命令，禁止做某事。語氣堅決，語調急降、短促。例如： 
過來！     過來！ 
好好呢幹！      認真做！ 
表示命令時，石屏話還使用“可當真”，具有加重語氣的作用，且有威逼語氣，一般用於大人教訓孩子，例如： 
妳可當真好好呢做作業啦！     妳老老實實地做作業！ 
妳可當真挨地掃幹凈啦！     把地掃幹凈！
表示禁止時，還使用否定副詞“罷”[pɒ²¹]，即“不要”或“不準”的意思。如： 
妳罷吃煙。   不準抽煙。 
妳罷混說話啦。  不要亂講話。 
2.表示請求、建議 
這類祈使句是說話人向聽話人提出請求、建議。由於語氣和緩，語調下降，此類祈使句句末常常帶有虛詞，如語氣詞“嘛”、不定量詞“點兒”、“小下”等。從結構格式來看，這類祈使句有三種表達方式： 
（1）句末帶有語氣詞“嘛”[mɒ²¹]、“了”[lɒ³³]、“嘎”[kɒ⁴¹]等。 
妳坐嘛。 請坐。 
走快點兒啦。  快點兒走了。 
吃完飯挨碗洗它嘎。  吃完飯把碗洗了啊。 
（2）用具有嘗試意味或動作短暫的詞修飾動詞，語氣較為舒緩。 
一“V（得）點兒” 
此結構的謂詞包括動詞和形容詞。如： 
聽得點兒！  聽話！ 
瞧得點兒車！  當心車！ 
悠點兒拌。 輕輕地攪拌。     
二“V+小下” 
輕輕歇小下又去。  稍微休息一會兒又走吧。 
上樓歇小下去。 上樓休息一會兒吧。 
③“形容詞 AA 式+V” 
悠悠呢去。 慢慢走。      
好好呢說。 好好說。

2.表達勸阻的祈使句指說話人勸說聽話人不做某事。語氣平緩，語調為降調。石屏話這類祈使句主要有兩種表達方式： 
（1）使用否定副詞“罷” 
下雨墨就罷去啦。   下著雨就不要去了。 
妳罷那根茶盅歇桌子邊兒嘛。  妳不要把那個茶杯放在桌子邊兒嘛。 
妳罷一日到晚的只認得玩。  妳不要整天只知道玩。 
（2）用雙重否定來表示，常用格式為“不……不行”，如： 
家裏首不有得個勞力不行。  家裏沒有個年輕人也不行。 
那些辣子不打藥不行。  那些辣子不打藥不行。 
3.表示催促 
石屏話表達催促的祈使句的句子格式為“趕緊+V ”或“趕+V”，較為常見的是： 
趕緊接啦。    趕緊拿著！ 
趕吃！    趕緊吃！ 
趕出！    趕緊出牌！ 

#### 三、疑問句
疑問句用於提問，疑問詞、語氣詞以及上升語調常用來表達疑問。從句子的特征看，石屏話的疑問句較為常用的有是非問、特指問和選擇問三種。 
（一）是非問 
是非問句在結構上近似於陳述句，但具有疑問語氣，要求聽話人對問題作出肯定或否定的回答。石屏方言的是非問句主要有以下三種表達手段。 
1.語調問句 
少數是非問句句末沒有疑問語氣詞，而是用上升語調表達疑問。例如： 
這日不消上班去了？↗     今天不用上班？ 
我們幾個都可以去？↗     我們幾個一起去嗎？ 
2.語氣詞問句 
少數是非問句在陳述句的末尾加上疑問語氣詞表達疑問，常用的疑問語氣詞有“啦”[lɒ⁵⁵]，“啵”[pəu⁴¹]等。 
聽話人需要對是非問句作出肯定或否定的回答，主要有兩種方式： 
第一，否定回答常用“不有”[piɛ³³]，很少用“不”[pu⁴¹]。但否定詞都很少單獨使用。作出否定回答時，有時聽話人會給出不同於問句命題的答案。例如： 
甲1：老德住人民醫院啦？老德住在人民醫院？ 
乙1：嗯。/是啦。 嗯/是的。 
不有。/不有住啦。 沒有/沒有住。 
甲2：這袋兒蘋果重五斤啵？     這袋蘋果重五斤吧？ 
乙2：嗯。/是啦。     嗯/是的。 
不有得五斤，有八斤來呢。     沒有五斤，有八斤左右。 
甲3：他家栽三七可有找得點兒錢兒？    他家種三七賺到些錢了嗎？  
乙3：找得啦。/不有找得。      賺到了。/沒有賺到。 
（二）特指問 
特指問是詢問具體的人、事、時間、地點、數量等方面。句中的疑問點用疑問代詞表示。如前所述，石屏方言的疑問代詞也分為這六類。較為常用的疑問代詞有“哪個、哪樣、咋個、縱、哪呢、哪氣兒、幾、多少、多”，常用語氣詞“呢”[ni⁵⁵]、“哇”[ɒ²¹]、啦[lɒ³³]等，語調作用不明顯。 根據疑問代詞的不同，石屏方言的特指問句可以分為兩類： 
1.大多數情況下，石屏方言特指問句中的疑問代詞是出現的。 
妳家那間房子是哪個挨妳家蓋呢？  是誰幫妳家蓋的房子呢？ 
小娃咳嗽要吃得些哪樣藥？ 孩子咳嗽要吃哪種藥? 
妳可認得這個字縱個（咋個）讀？  妳知道這個字怎麽讀嗎？ 
妳縱這日又不有去得成啦？  妳怎麽今天又沒有去成？ 
妳這日咋會不來啦？  妳今天怎麽不來了？ 
妳哪呢點兒疼哇？ 妳哪裏疼呢？ 
妳家哪氣兒割谷子？  妳家什麽時候割稻子？ 
妳呢那份兒桃子多少錢一斤？  妳的那種桃子多少錢一斤？     
妳呢那挑葡萄有多重？ 妳的那挑葡萄多重？ 
2.“哪”後加上量詞或名量短語構成“哪+NP”，詢問具體方面。如： 
妳這日去吃八碗要穿哪件衣裳去？     妳今天去做客妳要穿哪件衣服？ 
哪家家呢楊梅兒好？     誰家的楊梅好？ 
妳呢這根狗是走哪條街買呢？    妳的這只狗是從哪條街買的？         
這年呢八月十五是哪日？     今年的中秋節是幾號？                                      
聽話人需要對特指問句中的疑問點進行回答，即針對疑問代詞。如： 
甲1：從城去寶秀有幾公里？    從城裏到寶秀有幾公里？ 
乙1: 有十多公里。    十多公里。
甲2：妳要縱個去昆明？    妳怎麽去昆明？ 
乙2：坐老劉家呢車去。    坐老劉家的車去。 
甲3：妳昨日買得些些哪樣書？    妳昨天買了什麽書？ 
乙3：買了幾本栽種呢書。    買了幾本栽種的。 
（三）選擇問 
選擇問句中提出了兩種或兩種以上的情況，聽話人選擇其一作答。普通話的選擇問句使用“是……還是……”連接選擇項，石屏方言則用虛詞“嗎”[mɒ⁵⁵]或“墨”[mai⁵⁵]，有時候句末會使用語氣詞。例如： 
妳要吃米線嗎要吃卷粉？ 妳要吃米線還是吃卷粉？ 
認不得小花來嗎不來？  不知道小花來還是不來？ 
這點兒米，是多墨是少啦？ 這些米，是多了還是少了？ 
是要先去工商局去墨先回家去？  是先去工商局還是先回家？ 
選擇問句要選擇一項進行回答。回答項一般是完整的。例如： 
甲1：妳要是先去學畫畫去墨學唱歌去？     妳要先去學畫畫還是去學唱歌？ 
乙1：學畫畫。     學畫畫。 
甲2：妳到底在城首讀嗎在（還是）高家灣讀？     妳到底在城裏讀還是在高家灣讀？ 
乙2：在高家灣讀。     在高家灣讀（的）。 
甲3：妳到底是來尾他家阿婆嗎尾他家奶？     妳到底是來找他家外婆還是他家奶奶？ 
乙3：是來尾他家阿婆。是來找他家外婆
（四）正反問句
正反問句也叫反復問句。正反問的結構中包含正反兩種情況供回答者選擇，由謂語的肯定和否定的並列形式構成。石屏話的正反問句用“可 VP”表達
謂語的肯定形式，否定形式省略謂語中心語，二者之間有句中語氣詞“嗎”，句子格式為“可有+VP+嗎+不有”，例如： 
昨日吃要飯妳們可有去走木棧道嗎不有？      昨天吃完飯妳們去沒去走木棧道？ 
去昆明的火車可開通了嗎不有？     去昆明的火車有沒有開通了？ 
正反問句的作答，肯定回答用“嗯”[ẽ²¹]、是啦[ʂʅ²¹lɒ³³]，同時肯定問句命題。否定回答用不有[piɛ³³]，有時否定問句命題。例如: 
甲 1：去龍棚呢路上可收過路費嗎不有？     去龍棚的路上收不收過路費？ 
乙 1：是啦，收了。 是的，收的。 
不有收了。 沒有收。

### 句式

#### 一、挨字句
“挨”字句是在句中謂語動詞前用介詞“挨”構成的介賓短語作狀語的句子。“挨”字句不僅表示對人或事物的處置，還表示甲對乙主動施加某種直接的影響，或甲的行為、動作使乙發生某種變化或處於某種狀態。下面將從“挨”字句的主語、謂語及“挨”的賓語三方面來說明“挨”字句的句法格式和語義特征。 
（一）“挨”字句的主語 
與普通話的“把”字句相似，“挨”字句是表示通過一定的控制和致使力量作用於人或事物，使之產生結果變化的，所以，“把”字句的主語可以叫做控制致使力，這種力可以由有意志力的生命體發出，也可以由無意志的非生命體發出，一般由名詞性詞語充當，也可由動詞性詞語充當。石屏話“挨”字句主語的語義角色主要是施事，同時也表示工具，例如： 
阿婆挨小娃領去了。（施事） 外婆把孩子帶走了。     
妳挨門關起來！（施事） 妳把門關上。 
他一只手就挨這大桶水提去了。（工具） 他一只手就把這一大桶水提
走了 
那根兒大車挨豆腐皮拉去昆明去了。（工具） 那張大車把豆腐皮運到昆明去了。 
（二）“挨”字句的謂語 
“挨”的謂語部分一般不能是單音節動詞，它可以是動詞的重疊式，否則要後加其它附加成分，如副詞、形容詞、趨向動詞、名詞、語氣詞等。“挨”字句的結構形式有如下幾種： 
1.主語+挨+賓語+V+補語+助詞 
小娃挨那個碗打爛了。孩子把碗打碎了。 
2.主語+狀語+挨+賓語+V+助詞 
她接就挨那件事情挨我說了。 她接著就把這件事跟我說了。 
3.主語+狀語+挨+賓語+狀語+V+補語  
我們要挨這些桌子全部呢擡進去。 我們要把這些桌子全都擡進去。 
4.主語+狀語+挨+賓語+V+助詞 
他不會挨妳家的電視機偷要。 他不可能把妳家的電視機偷了。
石屏話的介詞“挨”相當於“把”，而非“向”或“同”。從句法成分看，“挨”的賓語一般由名詞性成分充當，少數由謂詞性詞語充當。如： 
挨妳家那個瓢借我下。 把妳家的瓢借我一下。 
他家不挨小娃讀書放心上。 他家不把孩子讀書放在心上。 
從語義上看，介詞“挨”一般引出表示受事的賓語，強調處置義、致使義。
但也可表示工具、材料、與事等。如： 
她挨衣裳㫰了。     （受事）她把衣服晾好了。 
挨那幅畫貼堂屋上去。  （受事）把那幅畫貼在客廳（的墻上）。 
他挨那根板鋤把挖斷啦。  （工具）他把板鋤把挖斷了。 
阿婆挨那個葫蘆做成根瓢去啦。（材料）阿婆把葫蘆做成瓢。 
石屏人挨山查叫成山林果。（與事）石屏人把山查叫山林果。 

#### 二、著字句
“著”字句是在句中謂語動詞前用介詞“著”構成的介賓短語作狀語的句子。石屏話的介詞“著”相當於“被”，主要用法是在句中謂語動詞前用介詞“著”引進施事，同時表明主語是受事的一種被動句式。 
（一）“著”字句的主語 
從構成成分看，“著”字句的主語既可以是名詞性成分，又可以是謂詞性成分，如： 
他家門前那棵樹著人家砍了。 他家門前那棵樹被別人砍了。 
小明在學校首不好好呢讀書著他家爹認得了。 小明在學校裏不好好上課被他父親知道了。 
石屏話“著”字句的主語一般是受事，且位於句首，如： 
歇櫃子首呢衣裳著蠹魚咬通嘍。 放在櫃子裏的衣服被蠹魚咬通了。 
那個電腦著他修好了。  那臺電腦被他修好了。 
“著”字句的主語和動詞有其它語義關係，如：
老趙家賣假酒著人家曉得了。 （準受事）老趙家賣假酒被人知道了。 
一夜到亮都著那根機器吵啦給妳睡得睡不著。  （使事）一夜到亮都被機器聲吵得睡不著。 
這日他去上街去，著撈包包匠挨他呢錢撈。 （與事）今天他上街被小偷把錢包給偷了。 
那張三輪車著他騎爛嘍。  （工具）那張三輪車被他騎壞了。
（二）“著”字句的謂語 
“著”字句的謂語不能只是單音節的動詞，動詞前後要加副詞、形容詞、語氣詞等。“著”字句的結構形式有： 
1.主語+著+賓語+V+助詞 
他著狗咬了。  他被狗咬著了。 
2.定語+著+賓語+V+補語+助詞 
王老五的腳著石頭敲斷了。 王老五的腿被大石頭打斷了。 
3.定語+主語+著+賓語+狀語+V+賓語 
三個蘋果著妳拿吃兩個。 三個蘋果被妳拿吃了兩個。 
4.定語1+定語2+主語+V1+補語1+補語2+狀語+著2+賓語+V+補語3+助詞 
他呢那根摩托車歇外首一小下就著人家偷走要。 他的摩托車停在外面一小會兒就被別人偷走了。 
5.主語+狀語1+狀語2+著+定語+賓語+V+主語 
妳在那根田首罷著那根螞蝗咬妳。    下地（水田）不要被螞蝗咬到妳。 
（三）介詞“著”的賓語 
介詞“著”一般引進施事賓語，且由名詞性充當。“著”字後的賓語在絕大多數情況下不能省略，用於突出施事者。如： 
那家呢房子著火燒了。     那家人的房子被火燒了。 
那家呢房子著燒了。 
歇在路邊兒呢那些石頭著人家拿車拉去了。  堆在路邊的那些石頭被人用車拉走了。   
路邊兒呢那些石頭著拉去了。 
另外，“著”字前常常加“是”表示強調，如： 
那袋花生是著妳家兄弟拿去要。     那袋花生是被妳弟弟拿去了。 
昨晚生歇桌子上呢那碗菜，不是著那根貓擡要，是著老鼠擡要。     昨天晚上放在桌子上的那碗菜不是被貓抓走了，是被老鼠抓走了。 
值得註意的一點是，與普通話的“被”字句不同，石屏話的“著”字句大多表達“遭受”的意義，但一般不用來表達“經歷某件愉快的事情”。如： 
他家的田地占著墨，補得些錢了。  他家的田地被（政府）占用，（政府）補貼了一些錢。 
他家呢田地占著，著補得些錢兒。     他家的田地被（政府）占用，被（政府）補貼了一些錢。

## 詞彙

### 方言本字考
- 潷 pi⁴¹   動詞，把液體從裝有固體的容器中分離出來。石屏話：“挨鍋首呢水潷要。”《廣韻》入聲質韻鄙密切：“去滓。”《集韻》入聲質韻逼密切：“《博雅》：‘漉也。一曰去滓。”
- 罷 pɒ²¹   副詞，表否定，不要。石屏話：“罷忙去。”《說文·網部》：“遣有辠也。從網、能。言有賢能而入網，而貫遣之。《周禮》曰：‘議能之辟。’薄蟹切。”《廣韻》去聲蟹韻薄蟹切：“止也，休也。”《集韻》上聲馬韻部下切：“止也。”
- 拓 təu⁴¹   動詞，淋雨。石屏話：“拓雨。”《廣韻》入聲鐸韻他各切：“赭也。又磓也。”《集韻》入聲鐸韻當各切：“滴也。”
- 㧻təu⁴¹   動詞，打，撞擊。石屏話：“摜㧻著腰。”《廣韻》入聲覺韻竹角切：“擊也，推也。”《集韻》入聲覺韻竹角切：“擊也。”
- 隥 tẽ²¹   名詞，一級臺階。石屏話：“有三隥。”《說文·𨸏部》：“仰也。從𨸏登聲。都鄧切。”段玉裁《說文解字註》：“仰也。仰者，舉也。登陟之道曰隥。亦作墱。《集韻》去聲嶝韻丁鄧切：“《說文》：‘仰也。’或從山，從石。”
- 豇kaŋ⁵⁵   豇豆，名詞。石屏話：“買斤豇豆來吃。”《廣韻》平聲江韻古雙切：“豇豆蔓生白色。”《集韻》平聲江韻古雙切：“豆名。”
- 薅 xau⁵⁵   動詞，除草。石屏話：“薅栽棵。”《說文·蓐部》：“拔去田草也。從蓐，好省聲。呼毛切。”《廣韻》平聲豪韻呼毛切：“除田草也。”《詩經·良耜》：“其笠伊糾，其镈斯趙，以薅荼蓼。”
- 丫 iɒ⁵⁵   動詞，用刀或斧頭分開物體。石屏話：“挨這個瓜丫開。”《廣韻》平聲麻韻於加切：“象物開之形。”
- 磕 kʻai⁵⁵   動詞，碰擊。石屏話：“磕指頭。”《說文·石部》：“磕，石聲。從石盍聲。口太切。又，若盍切。”
- 嗛 kʻaŋ⁵⁵   動詞，禽類用喙啄食或攻擊。石屏話：“挨這些葉子給雞嗛去。”《說文·口部》：“口有所銜也。從口兼聲。護監切。”《廣韻》上聲忝韻苦簟切：“猿藏食處。”《集韻》上聲忝韻下忝切：“音鼸。鳥獸頰貯食。”
- 搉 kʻu⁴¹   動詞，搗碎。石屏話：“搉花椒。”《說文·手部》：“敲擊也。從手隺聲。苦角切。”《廣韻》入聲覺韻苦角切：“搉，擊也。”《集韻》入聲覺韻忽郭切:“音霍。手反覆也。與攉同。”
- 吺 nai²¹   動詞，說大話。形容詞，話多啰嗦。石屏話：“有那家吺得！”“一日跟人家吺。”《說文·口部》：“讘吺，多言也。從口，投省聲。當矦切。”《廣韻》侯韻當侯切：“輕出言也。”《集韻》虞韻汝朱切：“囁嚅言也。”“吺”同“嚅”、“珠”。
- 癆 nau²¹   動詞，（使）藥物中毒。石屏話：“癆老鼠。”《說文·病部》：“朝鮮謂飲藥毒，曰癆。從病勞聲。郎到切。”《廣韻》去聲號韻朗到切：“癆痢惡人。”《集韻》去聲號韻朗到切：“《說文》：‘朝鮮謂飲藥毒，曰癆。’一曰痛也。”
- 㱟pʻi³³   動詞，折斷。石屏話：“挨這根棍子㱟斷。”《廣韻》上聲紙韻匹靡切：“枝折。”《集韻》上聲紙韻部靡切：“折也。”
- 噴 pʻẽ⁵⁵  動詞，罵人。石屏話：“妳莫著人家噴了。”《說文·口部》：“咤也。從口賁聲。普魂切。一曰 鼻。”《廣韻》平聲魂韻普魂切：“同‘憤’，潠也。”《集韻》平聲魂韻鋪魂切：“叱也。一曰 鼻。”
- 否兒pʻiɚ²¹  形容詞，東西不好。石屏話：“這雙鞋否兒了，穿不得幾日就爛了。”《說文·口部》：“不也。從口不。”《廣韻》上聲旨韻符鄙切：“塞也。又方久切。”又《廣韻》上聲有韻放久切：“《說文》：‘不也。’又房彼切。”《集韻》上聲旨韻補美切：“惡也。”《經·大雅·抑》：“未知臧否。”
- 潽pʻu⁵⁵ 動詞，水沸騰後往容器外溢出。石屏話：“加點水，就不會潽了。”《集韻》上聲老韻頗五切：“水也。”
- 挦 tʂʻuən⁴¹ 動詞，拔毛。石屏話：“挦雞毛。”《廣韻》平聲侵韻徐林切：“取也。”《集韻》平聲鹽韻徐廉切：“摘也。”
- 桃 tʻau⁴¹   動詞，洗。石屏話：“桃米。”《說文·水部》：“桃水。出隴西臨桃，東北入河。從水兆聲。土刀切。”《廣韻》平聲豪韻徒刀切：“清汰也。”《集韻》平聲豪韻徒刀切：“盥也。一曰浙也。”
- 㼧tʻoŋ⁴¹   㼧瓦，名詞。石屏話：“上首鋪板瓦、㼧瓦。”《廣韻》平聲東韻徒紅切：“㼧瓦。𤭁同‘㼧’。”《集韻》平聲東韻徒東切：“㼧瓦，小牡瓦也。”
- 奓 tsɒ⁵⁵   動詞，張開。石屏話：“挨手奓開。”段玉裁《說文解字註》：“《西京賦》：‘有馮虛公子者。心奓體泰。’薛註：言公子生於貴戚。心誌奓溢。體安驕泰也。未嘗雲奓即侈字。李善引聲類雲：‘奓，侈字也。’疑李登始為此說。初非許意。平子文章用籒文奢也。”《廣韻》平聲麻韻陟加切：“奓，張也。”
- 灒 tsaŋ²¹   動詞，濺灑。石屏話：“著水灒一身都是。”《說文·水部》：“汙灑也。一曰水中人。從水贊聲。則旰切。”《廣韻》去聲翰韻則旰切：“水濺。”
- 煠 tsɒ⁴¹   動詞，水煮食物。石屏話：“挨豆拿煠了。”《廣韻》入聲洽韻七恰切：“湯煠。”《集韻》入聲洽韻實恰切：“《博雅》：‘淪也。’”
- 噇 tsoŋ³³   動詞，一般指吃東西。有時帶有貶義色彩，指無節制地大吃大喝。石屏話：那些柿花著他噇了。按：《廣韻》平聲江韻（澄母）宅江切：“喫兒。”《集韻》平聲江韻傳江切：“食無廉也。”
- 咒 tsai²¹   動詞，咒罵。石屏話：“那個人來家首無理呢來咒。”《廣韻》宥韻去聲：“呪詛，職救切。”《集韻》宥韻去聲：“詛也，職救切。”

### 元明清白話詞語的保留
石屏方言中保留了一部分元明清白話詞語，可見於元代雜居和明清小說。一下面列舉詞語時，先釋義，再標出石屏話例句，最後摘錄文獻原文。 
- 原先 yuan⁴¹ɕian⁵⁵   原來，起初。石屏話：原先，我在他家打豆腐。《醒世姻緣傳》第十五回：晁大舍走到原先住的東書房內，叫了晁書。
- 漿子 tɕiaŋ⁵⁵tsɿ³³   漿糊。石屏話：拿漿子粘粘這本書。《兒女英雄傳》第二十四回：便叫他跟在一旁，不是給燒燒烙鐵，便是給刮刮漿子。
- 吃食 tʂʻʅ⁴¹ʂʅ⁴¹   食物。石屏話：外首兒那條街賣些吃食。《紅樓夢》第二十七回：左不過是那些金玉銅磁沒處撂的古董，再麽就是綢緞、吃食、衣服了。
- 吃水  tʂʻʅ⁴¹ʂuɛ³³   喝水。石屏話：他一天吃水吃得哪樣。《水滸傳》第四十三回：李逵叫娘吃水，杳無蹤跡，叫了幾聲不應。
- 漿洗  tɕiaŋ⁵⁵ɕi³³   洗衣服。石屏話：那些堆呢衣裳要著漿洗了。《西遊記》第七十一回：大王，想是襯衣禳了，久不曾漿洗，故生此物耳。
- 搛 tɕian⁵⁵   搛菜，夾菜。石屏話：要吃哪樣墨趕緊搛吃。《紅樓夢》第四十一回：妳把茄鯗搛些餵他。
- 標 piau⁵⁵   形容詞，長相、身材好。石屏話：“長呢細標。”《符金錠》四（沈醉東風）：“則聽的聒耳笙歌鬧妙，珍羞端的奇標。”“標”是出色、出眾的意思。《金安壽》二（側磚兒）：“妳則看他江梅風韻海棠標。”“標”指風韻。
- 人情 zẽ⁴¹tsʻĩ⁴¹  禮金。石屏話：去吃飯墨要送點人情呢。《紅樓夢》第六十八回：外頭從娘娘算起，以及王公侯伯家，多少人情客禮，家裏又有這些親友的調度
- 摜  kuan²¹   動詞，摔倒在地上，或東西掉到地上。摜交，摔倒。《儒林外史》第二十八回：我登時大怒，把這銀子打開，一總都摜在街上，給那些挑鹽的、拾糞的去了。
- 裝佯  tʂuaŋ⁵⁵iaŋ⁴¹   裝糊塗；裝腔作勢。石屏話：妳罷裝佯了。《金瓶梅》（崇禎本）第二十八回：妳這廝！頭裏那等頭睜睜，股睜睜，把人奈何昏昏的，這咱妳推風癥裝佯死兒。
- 打夥  tɒ³³xu³³   大家，我們；合夥。石屏話：我們打夥一起過去了。《金瓶梅》（崇禎本）第五十五回：直送出廳來，和月娘、玉樓、金蓮打夥兒送了出大
- 門。石屏話：打夥幹。《紅樓夢》第九十九回：只是要妳們齊心，打夥兒弄幾個錢回家受用，若不隨我，我也不管了，橫豎拼得過妳們。
- 識數  ʂʅ⁴¹si²¹   懂事，通情達理。石屏話：這個小娃識數成哪樣。《綠野仙蹤》
- 第五十回：妳家主仆們沒一個識數兒的。
- 霧罩 v̩²¹tsau²¹   霧。石屏話：早清霧罩大了。《西遊記》第九回：雲迷山頂，霧罩林梢。若占雨澤，準在明朝。
- 多咱 təu⁵⁵tsaŋ³³   什麽時候；多長時間。石屏話：妳去著多咱啦？《金瓶梅》（崇禎本）第二十二回：爹多咱時分來？我好在屋裏伺候。
- 這咱  tʂʅ⁵⁵tsaŋ³³   這段時間；這時候。石屏話：這咱些他去哪呢去了？《金瓶梅》（崇禎本）第二十回：妳往那去？這咱才出來，看雀兒撞兒眼。
- 那咱 a²¹tsaŋ³³ 那段時間；那時候。石屏話：那咱些墨，我養蠶。《儒林外史》第七回：“那咱妳在這裏上學時還小哩，頭上紮著抓角兒。”
- 那攢 naŋ³³   挪動，轉移。[naŋ³³]為“那攢”的合音形式。石屏話：這 根柱子□ 不得動。《元典章·戶部十二》：“諸和雇腳力，皆行車之家，少則聽於其余近上有車戶內和雇。仍須置簿，輪轉立法，無致司吏裏政公使人等那攢作弊。”
- 年成 nian⁴¹tsʻẽ⁴¹   時期，時代。石屏話：這發年成，樣的不好賣。《醒世姻緣傳》第三十五回：甚麽年成！今日不知明日的事！妳知道後來有妳有我？
- 三牲 saŋ⁵⁵sẽ⁵⁵   祭祀用的供品。石屏話：三十晚上要三牲獻老祖公。《醒世恒言》第十三卷：有何難哉!明日備了三牲禮物，只說去賽神還願。
- 火籠兒 xu³³lɚ⁴¹   竹籠裏裝瓷火盆。石屏話：我們以前向火是提火籠兒向。《醒世姻緣傳》第九十二回：晁夫人因裏間是晁梁的臥房，不便合陳師娘同房住宿，收拾了一座小北房裏間裏，糊得甚是潔凈，磨磚插火坑兒，擺設的桌、椅、面盆、火籠、梳匣、腳布、手巾，但凡所用之物，無一不備。
- 衣胞 i⁵⁵pau⁵⁵   胎胞。石屏話：身體虛那成家墨，拿個衣胞來吃吃。《金瓶梅》（崇禎本）第三十三回：蔡老娘收拾孩子，咬去臍帶，埋畢衣胞，熬了些定心湯，打發李瓶兒吃了，安頓孩兒停當。
- 外日 ua²¹ ʐʅ⁵⁵   大後天。石屏話：外日，我們要去上街。《金瓶梅》第三回：明日是破日，後日也不好，直到外後日方是裁衣日期。”
- 由妳 iɛ⁴¹ni³³   任由妳，隨便。石屏話：要去哪呢玩，由妳說啦這日。《喻世明言》第十三卷：要見亦由妳，只吾師實不在此。
- 獻 ɕian²¹   祭獻。石屏話：獻飯。《儒林外史》第三十七回：遲均贊：“獻酒！”辛東至跪著遞與莊徵均獻上去。